# Пугачи (Кемеровская область)
Пугачи́ — деревня в Кемеровском районе Кемеровской области. Входит в состав Берёзовского сельского поселения.

## География
Центральная часть населённого пункта расположена на высоте 124 метров над уровнем моря.

## Население
По данным Всероссийской переписи населения 2010 года, в деревне Пугачи проживает 176 человек (92 мужчины, 84 женщины).

## Транспорт
Общественный транспорт представлен автобусными и таксомоторными маршрутами.
Автобусные маршруты:
- №105: д/п Вокзал — пос. Новостройка — д. Пугачи